# Schuyler (Nebraska)
Schuyler é uma cidade localizada no estado americano de Nebraska, no Condado de Colfax. O seu nome é uma homenagem ao vice-presidente dos Estados Unidos Schuyler Colfax.

## Demografia
Segundo o censo americano de 2000, a sua população era de 5371 habitantes.
Em 2006, foi estimada uma população de 5212, um decréscimo de 159 (-3.0%).

## Geografia
De acordo com o United States Census Bureau, a localidade tem uma área de 5,5 km², dos quais 5,4 km² cobertos por terra e 0,1 km² cobertos por água. Schuyler localiza-se a aproximadamente 413 m acima do nível do mar.

## Localidades na vizinhança
O diagrama seguinte representa as localidades num raio de 16 km ao redor de Schuyler.